# Жмайели
Жмайе́ли (араб. الجميّل‎, фр. Gemayel) — старинный ливанский маронитский род (известен с 1540 года), прославленный своей борьбой за независимость Ливана. Жмайели происходят из небольшого города Бикфайя в Горном Ливане.

## История
Семья упоминается среди жителей Бикфайи еще в 16 веке. С этого времени и до 18 века они сохраняли статус шейхов.

## Виднейшие представители
- Сезар Жмайель (1898—1958) — ливанский художник.
- Габриэль Жмайель (1907—1987) — первый президент Ливанского Олимпийского Комитета. Родной брат Пьера Жмайеля и дядя Башира и Амина, и один из немногих в роду, не связанных вовсе с партией «Катаиб».
- Морис Жмайель (1910—1970) — ливанский парламентарий, активист партии «Катаиб», двоюродный брат Пьера Жмайеля.
- Бутрос Жмайель (род. 1932) — архиепископ кипрских маронитов в 1988—2008 годах.
- Насер Жмайель (род. 1951) — духовный глава маронитов Франции.
- Филип Жмайель — Патриарх Маронитской католической церкви в 1795—1796 годах.
- Жмайель, Амин:[править]  -  Жмайель, Амин Башир — известный как «Абу-Али», участник ливанского национально-освободительного движения. В 1914 году приговорён османскими властями к смертной казни. Эмигрировал вместе с братом в Египет, вернулся в Ливан по окончании Первой мировой войны, в конце 1918 года. Отец Пьера Жмайеля.
  -  Жмайель, Амин Пьер (род. 1942) — ливанский политический и государственный деятель, президент Ливана.

### Деятели партии Катаиб
- Шейх Пьер Жмайель (1905—1984) — основатель и бессменный лидер правохристианской партии «Катаиб» («Ливанские фаланги»). Сын Амина Башира Жмайеля.
- Башир Пьер Жмайель (1947—1982) — политик «Катаиб», командир правохристианского ополчения «Ливанские силы», избранный президент Ливана в 1982 году, убит в результате теракта до инаугурации. Младший сын Пьера и Женевьевы Жмайелей.
- Женевьева Жмайель (1908—2003) — политик «Катаиб», жена Пьера Жмайеля, мать Башира и Амина Жмайелей.
- Пьер Амин Жмайель (1972—2006) — политик «Катаиб», министр промышленности Ливана. Убит в результате теракта. Сын Амина и Джойс Жмайелей.
- Сами Жмайель (род. 1980) — политик «Катаиб», парламентарий, с 2015 года — председатель партии «Катаиб». Сын Амина и Джойс Жмайелей.
- Надим Жмайель (род. 1982) — политик «Катаиб», парламентарий. Сын Башира и Соланж Жмайелей.
- Соланж Жмайель (род. 1949) — политик «Катаиб». Вдова Башира Жмайеля, мать Надима Жмайеля.
- Джойс Жмайель (род. 1945) — политик «Катаиб». Жена Амина Жмайеля, мать Пьера Амина и Сами Жмайелей.
- Юмна Жмайель (род. 1980) — политик «Катаиб». Дочь Башира и Соланж Жмайелей.